# 다운이스터
다운이스터(영어: Downeaster)는 미국 매사추세츠주 보스턴 남역에서 메인주 브런즈윅 메인 스트리트 역까지 운행되는 지역철도 열차이다.

## 역사 및 현황
2001년에 개통된 노선으로 이전에 운행했던 플라이 양키란 열차로 보스턴& 메인 철도, 메인 센트럴 철도가 운행 했으며 포틀랜드에서 보스턴간 운행 했으나 1965년에 폐지되었다. 1990년대부터 암트랙이 운행 계획을 세웠고 1998년에 130kmh의 제한을 승인했다. 2011년에 암트랙의 열차 중에서 최초로 와이파이 인터넷 서비스를 실시한 열차 중 하나다.

## 운행 노선

암트랙 다운이스터 노선도 (interactive map)

## 사진

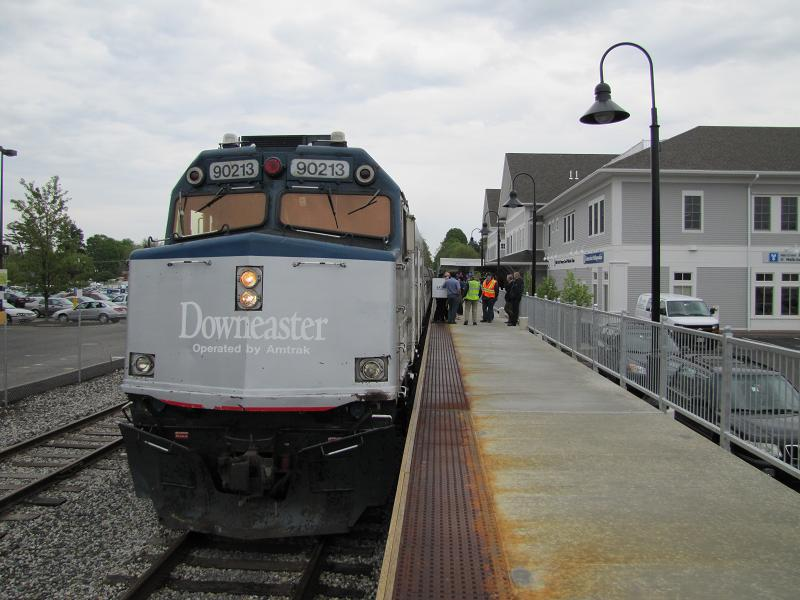
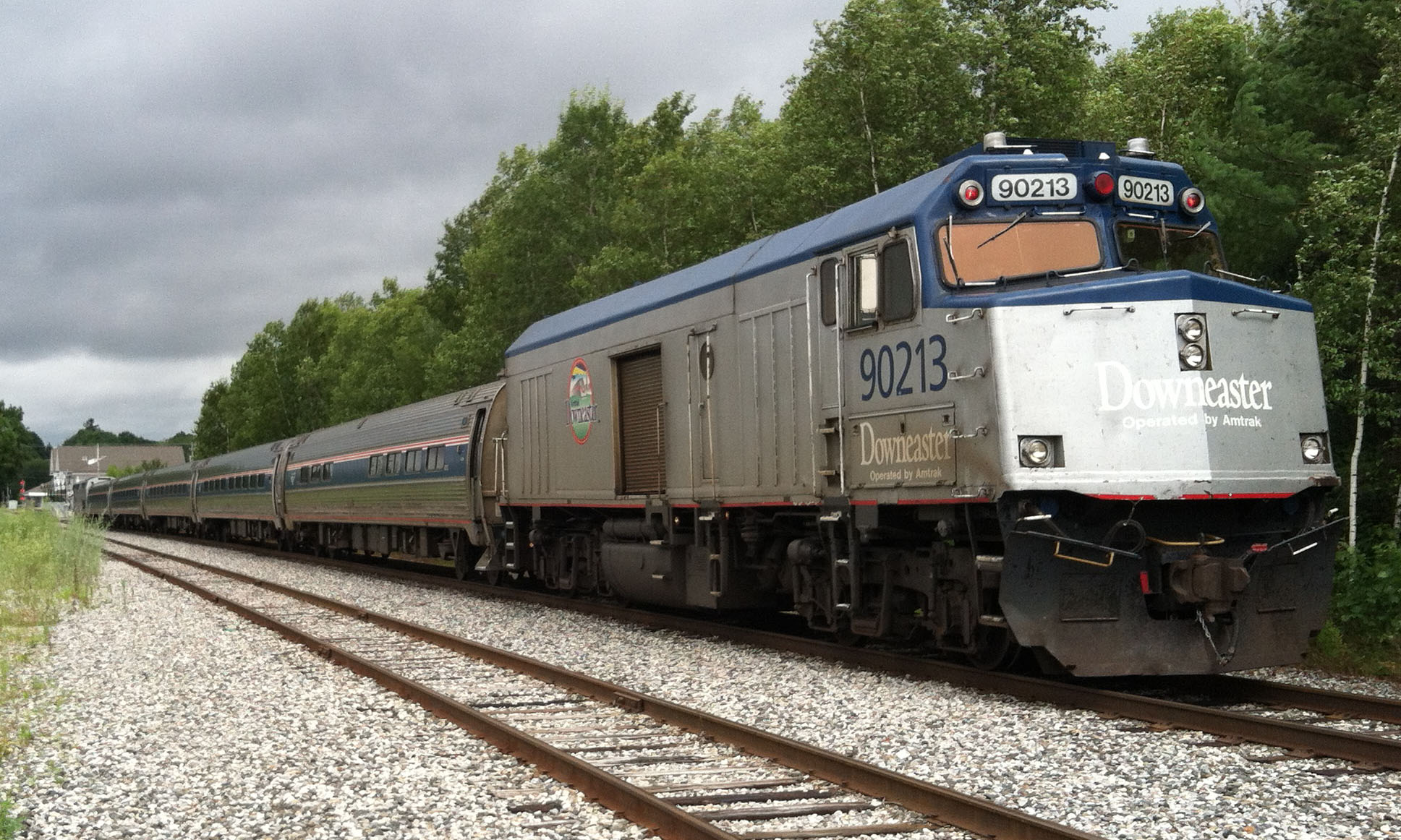
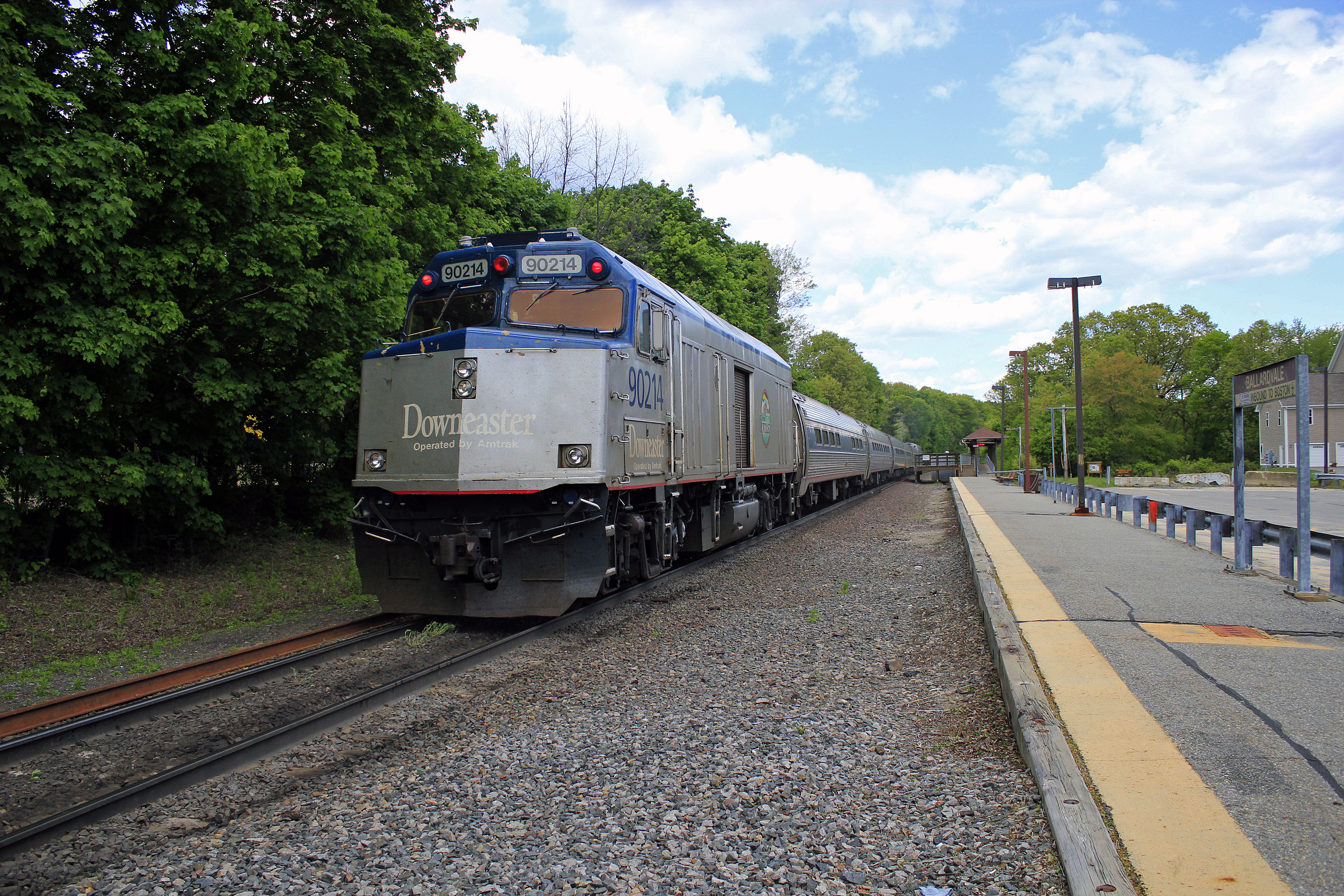
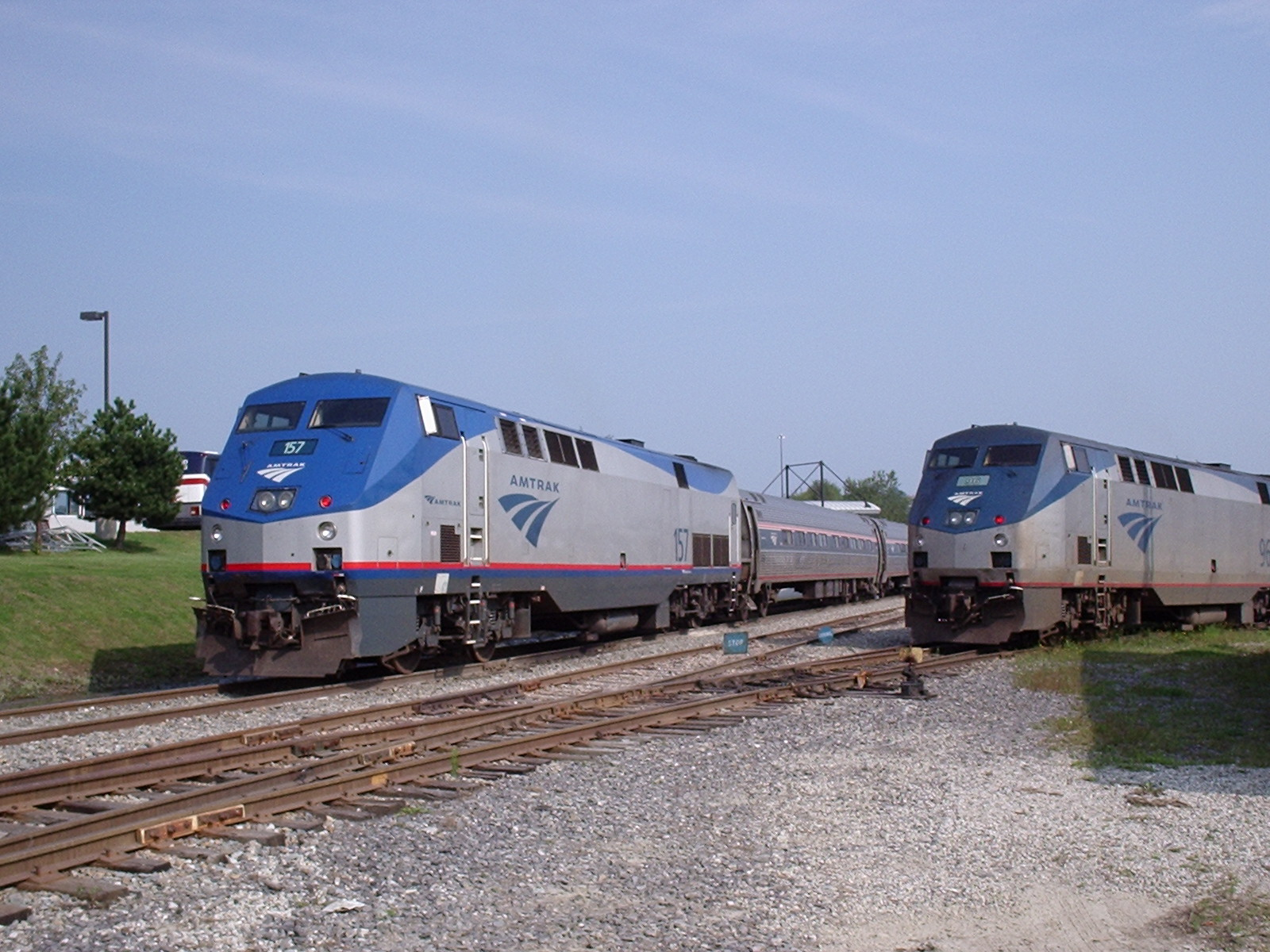
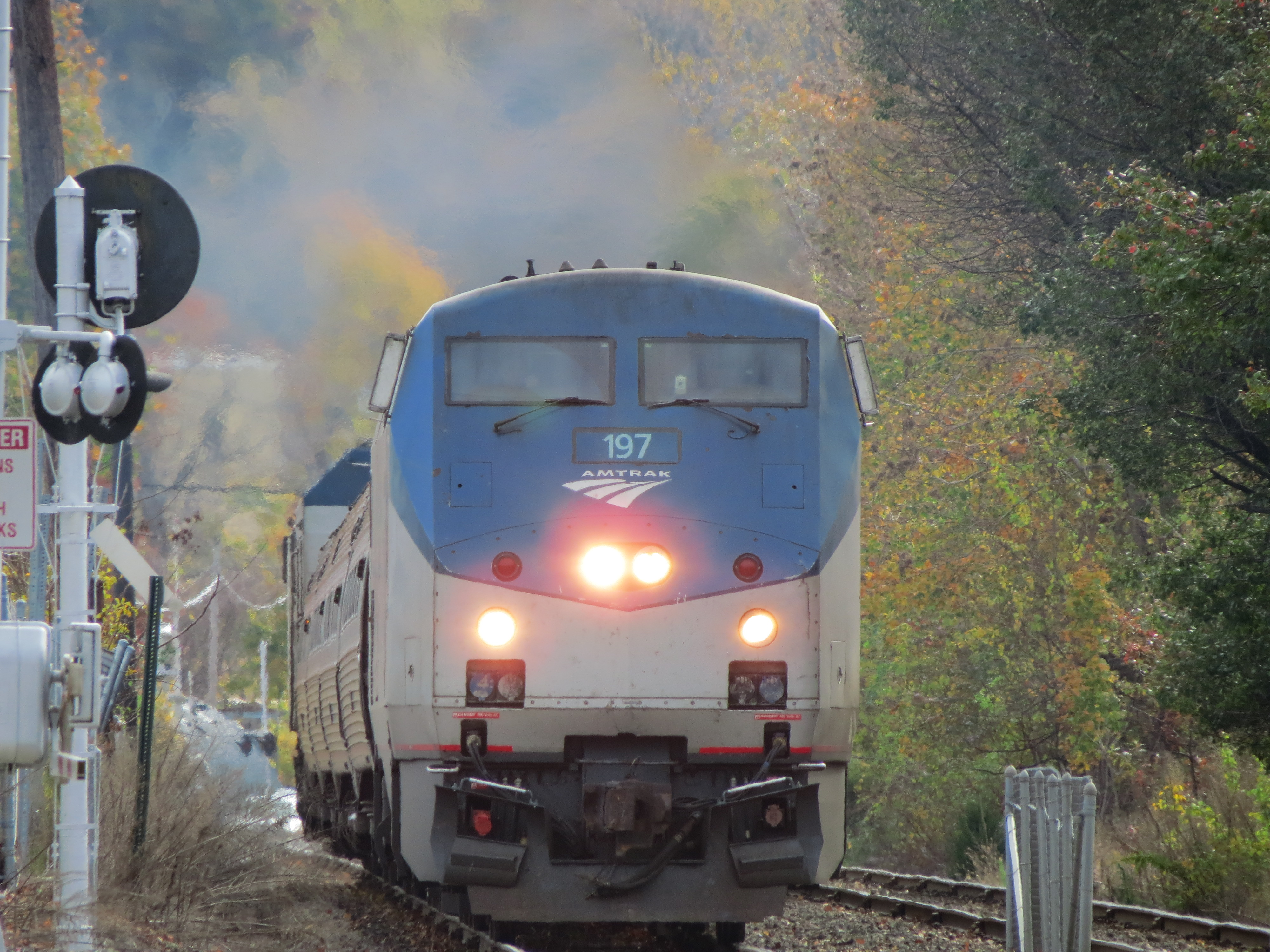